# Барабанчикът и неговата жена барабанчица
„Барабанчикът и неговата жена барабанчица“ е български игрален филм (драма) от 1980 година на режисьора Панайот Панайотов, по сценарий на Панайот Панайотов и Евгени Попов. Оператор е Бойко Калев. Музиката във филма е композирана от Румен Цонев.

## Актьорски състав
- Йордан Спиров – Барабанчика
- Антоанета Бачева – Барабанчицата
- Тодор Тодоров – Клоунът
- Васил Стефанов – Диригентът
- Димитър Чернев – Колегата на барабанчика
- Пенка Икономова – Болната
- Фани Аронова – Колежка
- Димитър Добрев – Колега
- Тодор Панков – Шефът на оркестъра
- Владимир Прангов – Отрядник
- Пеньо Байрямов – Отрядник
- Борис Апостолов
- Юлиан Христов
- Петър Новков
- Христо Джалалян
- Ованас Зовикян